# Mesoleius dubitator
Mesoleius dubitator är en stekelart som beskrevs av Dmitriy R. Kasparyan 2000. Mesoleius dubitator ingår i släktet Mesoleius och familjen brokparasitsteklar. Inga underarter finns listade i Catalogue of Life.